# Conjunto contorno
En matemática, un conjunto contorno generaliza y formaliza las nociones diarias de:
- Todo lo superior a algo
- Todo lo superior o equivalente a algo
- Todo lo inferior a algo
- Todo lo inferior o equivalente a algo

## Definiciones
Formalmente, dada una relación matemática de pares de elementos de un conjunto {\displaystyle X} :{\displaystyle \succcurlyeq ~\subseteq ~X^{2}}
y un elemento {\displaystyle x} de {\displaystyle X}:
El conjunto contorno superior de {\displaystyle x} es el conjunto de todos los {\displaystyle y} que están relacionados con {\displaystyle x}:
{\displaystyle \left\{y~/~y\succcurlyeq x\right\}}
El conjunto contorno inferior de {\displaystyle x} es el conjunto de todos los {\displaystyle y} tal que {\displaystyle x} está relacionado con ellos:
{\displaystyle \left\{y~/~x\succcurlyeq y\right\}}
El conjunto contorno superior estricto de {\displaystyle x} es el conjunto de todos los {\displaystyle y} que están relacionados con {\displaystyle x}, sin contar el mismo {\displaystyle x}:
{\displaystyle \left\{y~/~(y\succcurlyeq x)\land \lnot (x\succcurlyeq y)\right\}}
El conjunto contorno inferior estricto de {\displaystyle x} es el conjunto de todos los {\displaystyle y} tal que {\displaystyle x} está relacionado con ellos, sin contar aquellos que están relacionados de este modo con el mismo {\displaystyle x}:
{\displaystyle \left\{y~/~(x\succcurlyeq y)\land \lnot (y\succcurlyeq x)\right\}}
La expresión formal de las dos últimas definiciones puede simplificarse si definimos la siguiente relación
{\displaystyle \succ ~=~\left\{\left(a,b\right)~/~\left(a\succcurlyeq b\right)\land \lnot (b\succcurlyeq a)\right\}}
donde {\displaystyle a} está relacionado con {\displaystyle b} pero {\displaystyle b} no está relacionado con {\displaystyle a}, en cuyo caso el conjunto contorno superior estricto de {\displaystyle x} es
{\displaystyle \left\{y~/~y\succ x\right\}}
y el conjunto contorno inferior estricto de {\displaystyle x} es
{\displaystyle \left\{y~/~x\succ y\right\}}

### Conjunto contorno de una función
En el caso de una función f considerada en términos de la relación {\displaystyle \triangleright }, la referencia a los conjuntos contornos de la función es implícita a los conjuntos contornos de la relación implicada
{\displaystyle (a\succcurlyeq b)~\Leftarrow ~[f(a)\triangleright f(b)]}

## Ejemplos

### Aritmética
Dados un número real {\displaystyle x} y la relación {\displaystyle \geq }, entonces:
- El conjunto contorno superior de {\displaystyle x} es el conjunto de números que son mayores o iguales a {\displaystyle x},
- El conjunto contorno superior estricto de {\displaystyle x} es el conjunto de números mayores que {\displaystyle x},
- El conjunto contorno inferior de {\displaystyle x} es el conjunto de números menores o iguales a {\displaystyle x}, y
- El conjunto contorno inferior estricto de {\displaystyle x} es el conjunto de números menores que {\displaystyle x}.

Considerando la relación más general
{\displaystyle (a\succcurlyeq b)~\Leftarrow ~[f(a)\geq f(b)]}
Entonces
- El conjunto contorno superior de {\displaystyle x} es el conjunto de todos los {\displaystyle y} tales que {\displaystyle f(y)\geq f(x)},
- El conjunto contorno superior estricto de {\displaystyle x} es el conjunto de todos los {\displaystyle y} tales que {\displaystyle f(y)>f(x)},
- El conjunto contorno inferior de {\displaystyle x} es el conjunto de todos los {\displaystyle y} tales que {\displaystyle f(x)\geq f(y)}, y
- El conjunto contorno inferior estricto de {\displaystyle x} es el conjunto de todos los {\displaystyle y} tales que {\displaystyle f(x)>f(y)}.

Técnicamente hablando también es posible definir conjuntos contornos en términos de la relación
{\displaystyle (a\succcurlyeq b)~\Leftarrow ~[f(a)\leq f(b)]}
aunque tales definiciones tenderían a confundir la comprensión de ellos.
Para una función real f, la referencia a los conjuntos contornos de la función es implícita a los conjuntos contornos de la relación
{\displaystyle (a\succcurlyeq b)~\Leftarrow ~[f(a)\geq f(b)]}
Note que los argumentos de f podrían ser vectores, y que la notación usada podría ser
{\displaystyle [(a_{1},a_{2},\ldots )\succcurlyeq (b_{1},b_{2},\ldots )]~\Leftarrow ~[f(a_{1},a_{2},\ldots )\geq f(b_{1},b_{2},\ldots )]}

### Economía
En economía, el conjunto {\displaystyle X} puede interpretarse como un conjunto de bienes y servicios o de posibles salidas, la relación {\displaystyle \succ } como preferencias estrictas, y la relación {\displaystyle \succcurlyeq } como preferencias débiles. Así,
- El conjunto contorno superior de {\displaystyle x} es el conjunto de todos los bienes, servicios o salidas por lo menos tan deseadas como {\displaystyle x},
- El conjunto contorno superior estricto de {\displaystyle x} es el conjunto de todos los bienes, servicios o salidas más deseadas que {\displaystyle x},
- El conjunto contorno inferior de {\displaystyle x} es el conjunto de todos los bienes, servicios o salidas no más deseadas que {\displaystyle x}, y
- El conjunto contorno inferior estricto de {\displaystyle x} es el conjunto de todos los bienes, servicios o salidas menos deseadas que {\displaystyle x}.

Tales preferencias podrían representarse por una función utilidad u, en cuyo caso
- El conjunto contorno superior de {\displaystyle x} es el conjunto de todos los {\displaystyle y} tales que {\displaystyle u(y)\geq u(x)},
- El conjunto contorno superior estricto de {\displaystyle x} es el conjunto de todos los {\displaystyle y} tales que {\displaystyle u(y)>u(x)},
- El conjunto contorno inferior de {\displaystyle x} es el conjunto de todos los {\displaystyle y} tales que {\displaystyle u(x)\geq u(y)}, y
- El conjunto contorno inferior estricto de {\displaystyle x} es el conjunto de todos los {\displaystyle y} tales que {\displaystyle u(x)>u(y)}.

## Complementariedad
Si {\displaystyle \succcurlyeq } es un ordenación total de {\displaystyle X}, entonces el complemento del conjunto contorno superior es el conjunto contorno inferior estricto:
{\displaystyle X^{2}\backslash \left\{y~/~y\succcurlyeq x\right\}=\left\{y~/~x\succ y\right\}}
{\displaystyle X^{2}\backslash \left\{y~/~x\succ y\right\}=\left\{y~/~y\succcurlyeq x\right\}}
y el complemento del conjunto contorno superior estricto es el conjunto contorno inferior:
{\displaystyle X^{2}\backslash \left\{y~/~y\succ x\right\}=\left\{y~/~x\succcurlyeq y\right\}}
{\displaystyle X^{2}\backslash \left\{y~/~x\succcurlyeq y\right\}=\left\{y~/~y\succ x\right\}}